# Paul Kaye
Paul Kaye (London, 1964. december 15. –) angol színész, humorista.
Egyik legismertebb alakítása Myri Thoros volt a HBO Trónok harca című fantasysorozatában (2013–2017). 2010 és 2011 között a Mongrels című brit bábsorozatban szinkronszínészként kölcsönözte hangját. 2019-től 2020-ig két évadon át a Netflix After Life – Mögöttem az élet vígjáték-drámasorozatában tűnt fel, 2020-ban Az idegen szereplője volt.

## Fiatalkora és tanulmányai
1964. december 15-én született London Clapham városrészében. Őt és ikertestvérét Jackie és Ivan Kaye fogadták örökbe. Wembleyben nőttek fel, ahol nevelőszüleik egy sportruházati boltot vezettek. Zsidó származású. Ígéretes iskolai atléta volt, aki a 100 méteres futásban lenyűgöző időt teljesített. A későbbiekben rajongott a punk rockért, különösen a Sex Pistols basszusgitárosáért, Sid Viciousért. 16 évesen felvették a Harrow Art School kétéves alapfokú képzésére, majd színházi tervezésből szerzett diplomát a Nottingham Trent Egyetemen.

## Filmográfia

### Film
| Év   | Magyar cím                      | Eredeti cím                                     | Szerep                                      | Magyar hang      |
| ---- | ------------------------------- | ----------------------------------------------- | ------------------------------------------- | ---------------- |
| 2003 |                                 | Blackball                                       | Cliff                                       |                  |
| 2004 | Nesze neked, Pete Tong!         | It's All Gone Pete Tong                         | Frankie Wilde                               | Fekete Ernő      |
| 2004 | ÖcsiKém 2. – A londoni küldetés | Agent Cody Banks 2: Destination London          | Neville Trubshaw                            | Bódy Gergely     |
| 2004 | ÖcsiKém 2. – A londoni küldetés | Agent Cody Banks 2: Destination London          | Neville Trubshaw                            | Szokol Péter     |
| 2005 |                                 | Short Order                                     | kábeltévés fickó                            |                  |
| 2005 | Match Point                     | Match Point                                     | ingatlanügynök                              |                  |
| 2007 |                                 | W Delta Z                                       | Gelb                                        |                  |
| 2008 |                                 | Cass                                            | Arsenal nehézfiú                            |                  |
| 2009 | Malőr Csodaországban            | Malice in Wonderland                            | Caterpillar                                 |                  |
| 2010 |                                 | The Big I Am                                    | Keys                                        |                  |
| 2011 |                                 | Anuvahood                                       | Tony                                        |                  |
| 2012 | Veszélyes ultimátum             | Pusher                                          | Fitz                                        | Dolmány Attila   |
| 2014 | Az ismeretlen Drakula           | Dracula Untold                                  | Lucian testvér                              | Zöld Csaba       |
| 2015 | Pán                             | Pan                                             | Mutti Voosht                                |                  |
| 2016 |                                 | Tomorrow                                        | Milo                                        |                  |
| 2016 |                                 | The Comedian's Guide to Survival                | Philip                                      |                  |
| 2017 |                                 | Terry Pratchett: Back in Black (dokumentumfilm) | Sir Terry Pratchett                         |                  |
| 2018 |                                 | Anna and the Apocalypse                         | Arthur Savage                               |                  |
| 2021 |                                 | The Toll                                        | Cliff                                       |                  |
| 2021 | Creation Records – A történet   | Creation Records                                | Mitch                                       |                  |
| 2022 | Egy ház, három család           | The House                                       | Kozmosz (hangja)                            | Stohl András     |
| 2022 | Catherine, a Madárka            | Catherine Called Birdy                          | Sir John Henry Murgaw VIII (“Shaggy Beard”) |                  |
| 2023 |                                 | The Offering                                    | Heimish                                     |                  |
| 2023 |                                 | Nandor Fodor and the Talking Mongoose           | Maurice                                     |                  |
| 2024 |                                 | Seize Them!                                     | Ivarr király                                |                  |
| 2024 | Azon a karácsonyon              | That Christmas                                  | Yirrell (hangja)                            | Schneider Zoltán |

### Televízió
| Év        | Magyar cím                         | Eredeti cím                   | Szerep                   | Megjegyzések                                                         |
| --------- | ---------------------------------- | ----------------------------- | ------------------------ | -------------------------------------------------------------------- |
| 1999      |                                    | Spaced                        | Hoover                   | 1 epizód                                                             |
| 2000      |                                    | Citizen Kaye                  | több szereplő            | Sketch Show                                                          |
| 2000–2001 |                                    | Perfect World                 | Bob Slay                 | 13 epizód                                                            |
| 2001–2003 | Végtelen égbolt alatt              | Two Thousand Acres of Sky     | Kenny Marsh              | 17 epizód                                                            |
| 2004      | Kísért a múlt                      | Waking the Dead               | Dr. David Carney         | 1 epizód                                                             |
| 2005      | Két lábbal a földön                | Down to Earth                 | Gavin                    | 1 epizód                                                             |
| 2006      | Vagányok – Öt sikkes sittes        | Hustle                        | Tim Millen               | 1 epizód                                                             |
| 2006      | Agatha Christie: Marple            | Agatha Christie's Marple      | Dr. Ambrose Burt         | - 1 epizód (A Sittaford-rejtély) - magyar hangja: - Galbenisz Tomasz |
| 2006–2007 |                                    | Strutter                      | Mike Strutter            | 16 epizód                                                            |
| 2007      | EastEnders                         | EastEnders                    | Douglas                  | 1 epizód                                                             |
| 2007–2008 | Chop Socky Chooks                  | Chop Socky Chooks             | Dr. Wasabi (hangja)      | 26 epizód                                                            |
| 2007–2009 | Kingdom – Az igazak ügyvédje       | Kingdom                       | Alan McEwan              | 3 epizód                                                             |
| 2008      |                                    | Massive                       | Manny Westside           | 1 epizód                                                             |
| 2008      |                                    | Hotel Babylon                 | Maxwell                  | 1 epizód                                                             |
| 2008–2009 |                                    | Pulling                       | Billy                    | 4 epizód                                                             |
| 2009      |                                    | 39 i Pół                      | Kelly Moran              | 1 epizód                                                             |
| 2009      | Kisvárosi gyilkosságok             | Midsomer Murders              | Laurence Mann            | 1 epizód                                                             |
| 2010      | Skins                              | Skins                         | Duncan                   | 1 epizód                                                             |
| 2010      | George Gently                      | Inspector George Gently       | Max Osgood               | 1 epizód                                                             |
| 2010–2011 |                                    | Mongrels                      | Vince (hangja)           | 17 epizód                                                            |
| 2011      |                                    | Candy Cabs                    | Dennis Whitehead         | 3 epizód                                                             |
| 2011      |                                    | Shameless                     | Kermit                   | 1 epizód                                                             |
| 2011      | A vámpír, a vérfarkas és a szellem | Being Human                   | Vincent                  | 1 epizód                                                             |
| 2013      |                                    | Stella                        | Peschman Hodd            | 4 epizód                                                             |
| 2013      | Lee szerint a világ                | Not Going Out                 | Steve                    | 1 epizód                                                             |
| 2013      |                                    | Ripper Street                 | Gabriel Cain             | 1 epizód                                                             |
| 2013–2014 |                                    | Lilyhammer                    | Duncan Hammer            | 4 epizód                                                             |
| 2013–2017 | Trónok harca                       | Game of Thrones               | Myri Thoros              | 10 epizód                                                            |
| 2014      | Péntek esti vacsora                | Friday Night Dinner           | Rabbi                    | 1 epizód                                                             |
| 2015      |                                    | Jonathan Strange & Mr Norrell | Vinculus                 | 7 epizód                                                             |
| 2015      |                                    | The Interceptor               | Jago                     | 2 epizód                                                             |
| 2015      |                                    | Humans                        | Silas Capek              | 2 epizód                                                             |
| 2015      |                                    | SunTrap                       | Freddie Mercury          | 1 epizód                                                             |
| 2015      | A kilences szám alatt              | Inside No. 9                  | Richard Two-Shoes        | 1 epizód                                                             |
| 2015      | Ki vagy, doki?                     | Doctor Who                    | Prentis                  | 2 epizód                                                             |
| 2016      |                                    | Murder In Successville        | Louis Walsh              | 1 epizód                                                             |
| 2016–2018 |                                    | Zapped                        | Howel                    | 2 epizód                                                             |
| 2017      |                                    | Three Girls                   | Jim Winshaw              | 3 epizód                                                             |
| 2018      |                                    | Wanderlust                    | Lawrence                 | 5 epizód                                                             |
| 2018      |                                    | Dark Heart                    | Jim Duggan               | 2 epizód                                                             |
| 2018–2019 | Városi legendák                    | Urban Myths                   | Shep Gordon / zongorista | 2 epizód                                                             |
| 2019      |                                    | Cold Feet                     | Daniel Booth tiszteletes | 2 epizód                                                             |
| 2019      | Elveszett próféciák                | Good Omens                    | szóvivő                  | 1 epizód                                                             |
| 2019      |                                    | Year of the Rabbit            | Tanner detektívfelügyelő | főszereplő (6 epizód)                                                |
| 2019      | Nagy Katalin                       | Catherine the Great           | Pugacsov                 | 2 epizód                                                             |
| 2019–2020 | After Life – Mögöttem az élet      | After Life                    | pszichiáter              | 1–2. évad (12 epizód)                                                |
| 2019–2023 | Vera – A megszállott nyomozó       | Vera                          | Dr. Malcolm Donahue      | 15 epizód                                                            |
| 2020      | Az idegen                          | The Stranger                  | Patrick Katz             | 8 epizód                                                             |
| 2020      | A harmadik nap                     | The Third Day                 | Cowboy                   | 3 epizód                                                             |
| 2020      |                                    | The Watch                     | Inigo Skinner            | 5 epizód                                                             |
| 2021      |                                    | Worzel Gummidge               | Guy Forks                | 1 epizód                                                             |
| 2021–2022 | Időbevándorlók                     | Beforeigners                  | John Roberts             | 4 epizód                                                             |
| 2022      |                                    | Mood                          | Kevin                    | főszereplő                                                           |
| 2022      |                                    | Pennyworth                    | Francis                  | 5 epizód                                                             |

## Fordítás
- Ez a szócikk részben vagy egészben  a   Paul Kaye című angol Wikipédia-szócikk ezen változatának fordításán alapul.  Az eredeti cikk szerkesztőit annak laptörténete sorolja fel. Ez a jelzés csupán a megfogalmazás eredetét és a szerzői jogokat jelzi, nem szolgál a cikkben szereplő információk forrásmegjelöléseként.